# Leopold Okulicki
Leopold Okulicki (Bratucice, Imperio austrohúngaro, 12 de noviembre de 1898 - Moscú, Unión Soviética, 24 de diciembre de 1946) fue un general polaco, uno de los máximos dirigentes de la Armia Krajowa y principal precursor de la Operación Tempestad durante el transcurso de la Segunda Guerra Mundial.

## Biografía
Leopold Okulicki nació alrededor del 12 de noviembre de 1898 en la localidad de Bratucice, entre las regiones de Pequeña Polonia y Galitzia, las cuales formaban parte por aquel entonces del Imperio austrohúngaro tras las Particiones de Polonia. Su fecha de nacimiento exacta es desconocida, pues en el registro figuraban dos fechas: el 11 de noviembre y 13 de noviembre.
En 1910 se unió al gimnasio local y fue miembro activo de la asociación paramilitar Związki Strzeleckie desde 1913. Al año siguiente, con dieciséis años, terminó el entrenamiento militar básico y participó en la Primera Guerra Mundial, uniéndose en octubre de 1915 a las Legiones Polacas del ejército austrohúngaro, sirviendo en el 3.ª regimiento de infantería.
Permaneció en el ejército polaco una vez concluida la Primera Guerra Mundial, combatiendo en la guerra polaco-soviética transcurrida entre 1919 y 1921. En el período de entreguerras permaneció en el ejército y se graduó en la prestigiosa academia militar de Varsovia a finales de 1925. Posteriormente estuvo trabajando en el cuartel general del ejército polaco en Grodno y hasta finales de la década de 1930 fue profesor en el Centro de Formación en Rembertów, comandando la 13.ª División de infantería polaca.
Una vez comenzadas las invasiones de Polonia por la Alemania Nazi y la Unión Soviética, Okulicki fue nombrado comandante de uno de los departamentos del ejército. Después de que Edward Rydz-Śmigły evacuase a su personal de Varsovia, Okulicki permaneció en la capital polaca y dirigió varios puestos durante el asedio de Varsovia. Tras la derrota del ejército polaco, Okulicki evitó ser capturado y se unió a la Służba Zwycięstwu Polski, una de las primeras organizaciones del Estado secreto polaco. En enero de 1940, se trasladó a Łódź, donde asumió el cargo de comandante de la SZP. Tras una corta estancia en la ciudad, volvió a ser trasladado a Lwów donde dirigió varias organizaciones de la resistencia polaca.
En enero de 1941, es detenido por la NKVD, siendo encarcelado y torturado a su paso por varias prisiones soviéticas. Fue liberado después del Acuerdo Sikorski-Maiski, uniéndose al Ejército polaco que se estaba formando en la Unión Soviética, donde asumió el cargo de jefe del estado mayor.
Después de un breve período como oficial al mando de la 7.ª División de Infantería polaca, Leopold Okulicki fue trasladado a Londres para formar a nuevos reclutas en el campo de entrenamiento Cichociemni, regresando a la Polonia ocupada en vísperas de la Operación Tempestad, la cual había alcanzado su punto álgido durante el alzamiento de Varsovia. Okulucki se convirtió en el comandante del 2.º Echelon de la Armia Krajowa, siendo nombrado sucesor de la organización cuando el general Tadeusz Bór-Komorowski fue detenido por las fuerzas soviéticas.
Tras la derrota en el levantamiento, logró evitar ser capturado por los alemanes y se trasladó a Cracovia, en donde comenzó a reorganizar el Ejército. El 3 de octubre de 1944, se convirtió en el máximo dirigente de la Armia Krajowa, aunque tras la toma de Berlín, la Unión Soviética ordenó la disolución de la Armia Krajowa e implantó un régimen comunista en Polonia.
El 19 de enero de 1945, fue detenido por la NKVD, siendo encarcelado y torturado en Moscú. Según declaró el propio Okulucki, «En comparación con la NKVD, los métodos de la Gestapo son un juego de niños». Es condenado a diez años durante el Juicio de los dieciséis, y es asesinado el 24 de diciembre de 1946 en la prisión de Butyrka. Su cuerpo fue quemado y las cenizas dispuestas en el cementerio de Nueva Donskoy de Moscú y en el cementerio de Powązki de Varsovia.